# Vriesea inflata
Vriesea inflata är en gräsväxtart som först beskrevs av Heinrich Wawra, och fick sitt nu gällande namn av Heinrich Wawra. Vriesea inflata ingår i släktet Vriesea och familjen Bromeliaceae. Inga underarter finns listade i Catalogue of Life.